# Carl August Schramm (Ökonom)
Carl August Schramm (* 11. März 1830 in Mittenwalde, Mark Brandenburg; † 18. März 1905 in Mainkur) war ein deutscher Ökonom, Sozialdemokrat und Direktor der Schweizer Hagel-Versicherung-Gesellschaft.

## Leben

### Werdegang
Carl August Schramm war der zweite Sohn des Pfarrers und Rektors Carl Ludwig Schramm († 1841) und dessen Ehefrau Juliane Auguste Barmer (1776–1881). Er hatte zwei Brüder Johannes (1828–1898) und Carl Rudolf (1837–1890).
Am 6. April 1846 wurde er konfirmiert. Schramm besuchte das Gymnasium und dann die Königliche Oberrealschule in Berlin, die er mit Berechtigung zum Einjährig-Freiwilligen Dienst abschloss. In Brüssow erlernte der die Landwirtschaft und war mehrere Jahre Verwalter auf verschiedenen Gütern. Auf Grund einer schweren Erkrankung wechselte er zur Anhalter Bahn in Berlin. Später wurde er bei der Zentralverwaltung der Rheinischen Bahn in Köln angestellt. 1860 ging Schramm wieder nach Berlin und wirkte für die Kölnische Hagelversicherungsgesellschaft und 1861 als Agent der Deutschen Feuer-Versicherungs-Aktien Gesellschaft. Schramm heiratete Hanny Bolle. Sein Sohn Carl August Heinrich (1863–1919) besuchte das Köllnische Gymnasium in Berlin. 1869 wurde Schramm Mitglied der Sozialdemokratischen Arbeiterpartei. Carl August Schramm trat 1874 aus der Kirche aus. Er ging dann zu seinem Bruder nach Bremen, bevor er im Januar 1879 sich nach Zürich wandte. Im Dezember 1879 wurde er von der Schweizerischen Hagel-Versicherungs-Gesellschaft angestellt, dessen technischer Direktor er bis 1902 blieb. Schramm, der in der Gemeinde Pfäffikon lebte, erhielt mit seiner Frau und seinem Sohn das Kantonsbürgerrecht. In seinen letzten Lebensjahren kam es zu Auseinandersetzungen mit dem Verwaltungsrat seiner Firma, die auch vor Gericht ausgetragen wurden. Im Spätsommer 1904 zog Schramm zu seinem Sohn, der in Mainkur bei den Cassela Farbwerken arbeitete. Hier erlag Schramm am 18. März 1905 einem „Herzleiden“.

### Zeit als Sozialdemokrat
Schramm wurde auch Mitarbeiter der Zeitschrift Die Wage von Guido Weiß (1822–1899). Mit Karl Höchberg schrieb er für die Die Zukunft. Politisch war Schramm ein Anhänger der Fortschrittspartei. Ende 1873 oder Anfang 1874 lernte Schramm Rodbertus kennen. In einem Brief von Johann Karl Rodbertus an Rudolf Meyer vom 19. April 1874 heißt es: „Herr Schramm und ich haben uns über die sozialistische Kampagne, die wir beginnen wollen, verständigt. (…) Schramm und ich scheuen uns nicht, mit Hasenclever zu einer Partei zu gehören, wenn diese – wohin er gebracht werden muß – in einigen wichtigen Punkten uns nachgeben will“. Somit gehörte Schramm dem Allgemeinen Deutschen Arbeiterverein an. Im sogenannten Mohrenklub in Berlin lernte er auch Eduard Bernstein kennen. Schramm hielt Vorträge und wurde als einer der ersten aus Berlin auf Grund des Sozialistengesetzes ausgewiesen. Sein von Karl Flesch, Karl Höchberg und ihm verfasster sogenannter Drei Sterne Artikel im Jahrbuch für Sozialwissenschaft und Sozialpolitik, der das Missfallen von Karl Marx und Friedrich Engels erregte und sie veranlasste den berühmten Zirkularbrief zu verfassen. Da Schramm die Auffassungen von Rodbertus weiterhin vertrat und er einem Artikel für Die Neue Zeit einen polemischen Ton anschlug, brachte der Karl Kautsky und August Bebel dazu, ihn 1886 aus der Partei zu drängen.

## Zitate
„Ich habe mit Liebknecht die Verabredung getroffen, in einer Reihe von möglichst populär gehaltenen Artikeln die Grundbegriffe der Volkswirtschaft und unsere Stellung zu der heutigen Produktionsweise den Lesern vorzuführen, und werde ich daher bemüht sein, die in Ihrem „Kapital“ entwickelten Anschauungen, soweit sie für einen großen Leserkreis verständlich sind, noch mehr zu popularisieren, als es Most bereits getan hat. Ich werde dabei aber auch auf einen Punkt kommen, bei dem ich in Zweifel bin, welche theoretische Stellung Sie einnehmen, ich meine die Grundrententheorie. In meinem Offenen Briefwechel mit M. Hirsch habe nun zwar darauf hingewiesen, daß Sie die Entstehung von Wert aus dem Grund und Boden annehmen werden (Conf. pa. 61 des „Kapital“) – ich möchte den „Volksstaat“-Lesern aber nicht mit verschiedenen Theorien kommen. Meiner eigenen Ansicht nach ist die von Rodbertus „3. sozialen Brief“ entwickelte Anschauung die zutreffende; Ricardo wie Thünen erkennen nur eine Rente von bevorzugter Lage an. Darf ich Sie bitten, mir in 2 Worten zu sagen, ob Sie für eine und für welche Ansicht sich aussprechen werden?.“

„Der Schluss meines Briefes lautete, daß ich für ihn (Schr) nur noch ein Gefühl, das der tiefsten Verachtung, hegte, er möge in zehntausend Teufels Namen tun, wozu seine gemeine Natur in zwinge.“

„Er war ein geistreicher Mann, ein genauer Kenner der Branche, der er in zahlreichen Schriften ersprießliche Anregungen gegeben und neue gangbare Bahnen gewiesen hat; er war ein unermüdlich tätiger Mann, den nur schwere Krankheit von der Arbeit abbringen konnte; er war aber auch ein charakterfester Mann, der, wie er ob seiner Überzeugung aus der eigentlichen Heimat scheiden mußte, sich keinen Augenblick besann, auch der Gesellschaft, bei deren Geburt er Pate gestanden (…) und der er, schon schwerleidend und hochbetagt, noch immer seine Kräfte weihte, Valet zu sagen, als er sah, daß die oberste Verwaltung (…) (der) Zukunft der ‚Schweizerischen Hagel-Versicherungs-Gesellschaft‘ verderblich werden mußte.“

## Werke

### Schriften
- Ein Wort zur Verständigung in der socialen Frage.Berlin 1871[26]
- Mein offener Brief an Dr. Max Hirsch nebst Antwort und Rückantwort. Berlin 1872
- Kritik der Heldschen Sozialreform-Theorie. Berlin 1872
- Grundzüge der National-Oekomonie. Verlag der Genossenschaftsbuchdruckerei, Leipzig 1876
- Für und Wider die Verstaatlichung des Versicherungswesens. Zürich 1884
- Grundzüge der National-Ökonomie. Abtheilung I. 2., verm. und verb. Aufl. Schweizerische Genossenschaftsbuchdruckerei, Hottingen-Zürich 1884 (Soziale Schriften 12)[27]
- Rodbertus, Marx, Lassalle. Sozialwissenschaftliche Studie. Viereck, München 1885 (auch 1889)
- Offener Brief an die Reichstagsabgeordneten der Sozialdemokratischen Partei. Zürich, Anfang März 1886
- O wytwarzaniu bogactw : przerôbka z niemieckiego. Wydawn. Walki Klas, Genewa 1887 (Biblijoteka robotnika polskiego 4)

### Artikel in Zeitschriften (Auswahl)
- Ein nationalökonomischer Vortrag. (Gehalten im Berliner Demokratischen Verein). In: Der Volksstaat, Leipzig Nr. 1 (3. Januar). Nr. 2 (6. Januar), Nr. 3 (10. Januar) und Nr. 4 (13. Januar) 1872.
- Das Einkommen und seine Verteilung. In: Der Volksstaat. Nr. 45 (5. Juni) und Nr. 46 (8. Juni) 1872.
- Der Tauschwerth. In: Der Volksstaat Nr. 82 (12. Oktober) 1872.
- (Rezension) Albert Eberhard Friedrich Schäffle: Die Quintessenz des Sozialismus. In: Vorwärts, Leipzig Nr. 61 (27. Mai) und Nr. 62 (30. Mai) 1877.
- Herr Professor Dr. Schäffle. In: Vorwärts, Berlin Nr. 128 (31. Oktober) 1877.
- Die Werthvorstellung des isoliertem Menschen. In: Die Zukunft, Berlin 1877, 1. Jg. 1877/78. Heft 4. S. 106–114.
- Die Werththeorie von Carl Marx. In: Die Zukunft, Berlin 1. Jg. 1877/78. Heft 5., S. 127–135.
- Für Herrn von Kardorff. In: Berliner Freie Presse. Jg. 3, 1878, Nr. 246 vom 22. Oktober 1878.
- Abfertigung. In: Vorwärts. Leipzig. 1878. Nr. 39 vom 3. April 1878.
- Der Einfluß des Privat-Eigenthums auf den Werth und die Verteilung der Produkte. In: Die Zukunft, Berlin 1878, 1. Jg. 1877/78 Heft 16, S. 475–484.
- Replik. In: Die Zukunft, Berlin 1878, 1. Jg. 1877/78 Heft 18, S. 539–540.
- Die geistige Arbeit im socialistisch organisirten Staat. In: Die Zukunft, Berlin 1878, 1. Jg. 1877/78 Heft 19, S. 569–577.
- ***: Rückblicke auf die sozialistische Bewegung in Deutschland, kritische Aphorismen. In: Jahrbuch für Sozialwissenschaft und Sozialpolitik.Hrsg. von Ludwig Richter Bd. 1, Ferdinand Körber, Zürich-Oberstrass 1879
- Karl Bürkli und Karl Marx. In: Die Arbeiterstimme. Zürich 24. Dezember und 31. Dezember 1881.
- Nicht abschütteln, sondern beweisen!. In: Die Arbeiterstimme. Zürich 21. Januar und 28. Januar 1882.
- K. Kautsky und Rodbertus. In: Die Neue Zeit. 2. Jg. Stuttgart 1884, S. 481–493. Digitalisat
- Antwort an Herrn Kautsky. In: Die Neue Zeit. Stuttgart. 3. Jg. 1885, S. 218–224. Digitalisat

### Versicherungsschriften (Auswahl)
- C. A. Schramm / Julius Hermann: Entwurf zu einer Rückäußerung an die Direktion des Vereins deutscher Eisenbahn-Verwaltungen über deren neuesten Reglements-Entwurf. Meinhold, Dresden 1861
- Zur Kritik des Hagelversicherungswesens. J. C. Huber, Berlin 1876
- Der Hagelschaden. Praktische Anleitung zur sachgemässen Beurteilung und Regulierung von Hagelschäden. Charlottenburg 1878 (5., bedeutend verm. u. verb. Aufl. Th. Schröter, Zürich 1902)
- Der Nothzustand der Landwirtschaft seine Ursachen und ein Mittel zur Abhülfe. Aarau 1881
- Das landwirthschaftliche Genossenschaftswesen ein Commissions-Gutachten, ers tattet an die Gesellschaft schweizerischer Landwirthe. Zürcher & Furrer, Zürich 1883
- Zur Hagelversicherungsfrage in der Schweiz. Zürich 1886
- Die Subvention der Hagel-Versicherung durch den Bund. Schablitz, Zürich 1888
- Herrn Hans Feller. (Offener Brief, Lithographie) Zürich 15. April 1894
- Die Konventionalstrafe bei der Schweizerischen Hagel-Versicherungs-Gesellschaft. Zürich 9. März 1895
- Zur Abwehr! Offener Brief an Herrn Regierungsrat von Steiger in Bern. J. Schabelitz, Zürich 1897
- Zur Aufklärung über die Schweizerische Hagel-Versicherungs-Gesellschaft. Schweizerische Hagel-Versicherungs-Gesellschaft, Zürich 1897
- Die Schweizerische Hagel-Versicherungsgesellschaft vor Gericht. In: Österreichische Versicherungs-Zeitung. Internationales Assecuranz-Organ. Jg. 27, 1900, Nr. 42 vom 20. Oktober 1900
- Hagelschäden an Kartoffeln. In: Österreichische Versicherungs-Zeitung. Internationales Assecuranz-Organ. Jg. 27, 1900, Nr. 42 vom 20. Oktober 1900', S. 1–2